# NGC 517
NGC 517 è una galassia lenticolare situata nella costellazione dei Pesci.

## Scoperta
La galassia NGC 517 è stata scoperta il 13 settembre 1784 dall'astronomo britannico di origine tedesca William Herschel.

## Gruppo di NGC 499
NGC 517 fa parte del Gruppo di NGC 499, un raggruppamento di galassie che comprende anche NGC 495, NGC 504, NGC 582 e PGC 5026.